# Amateurfunkpeilen

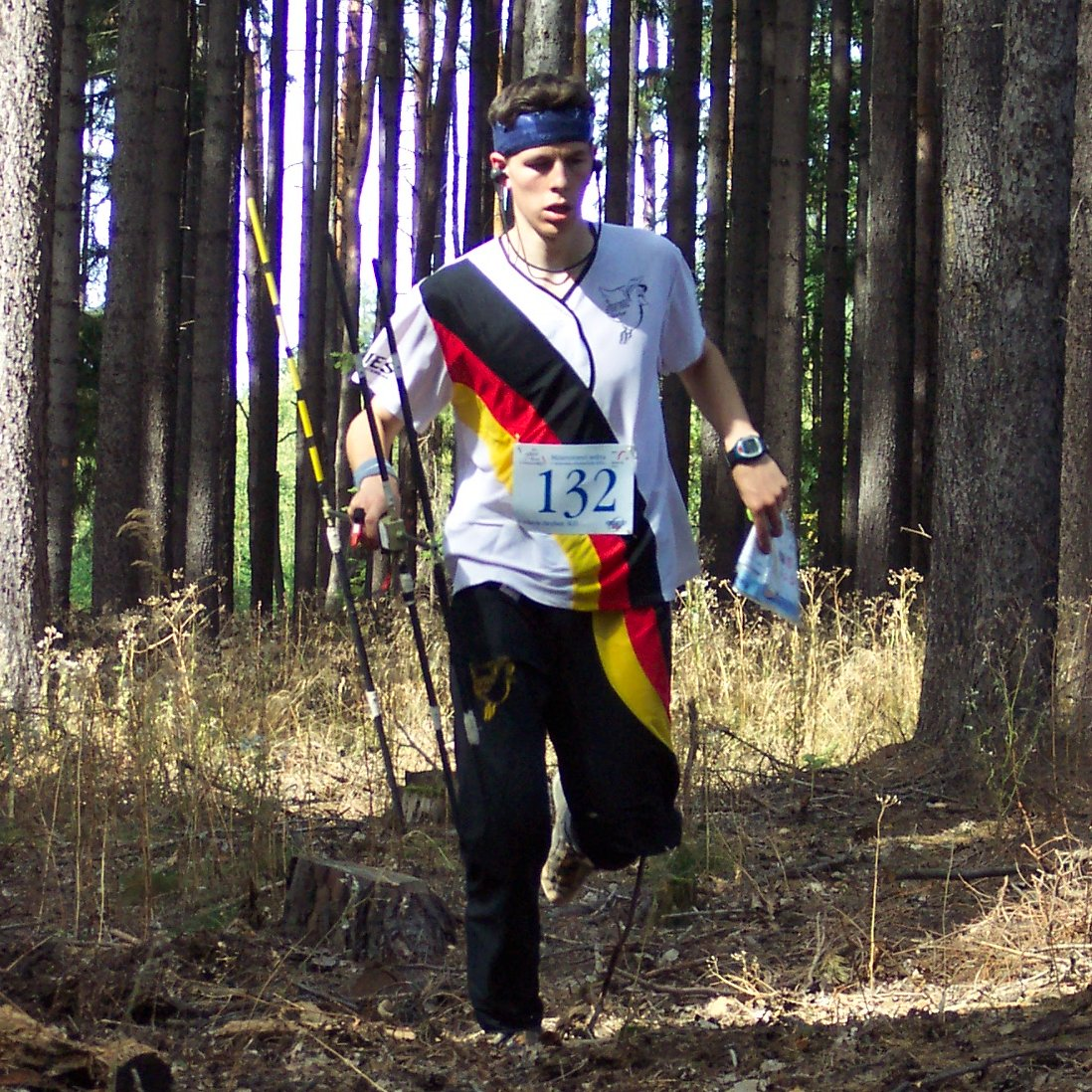
Teilnehmer einer Fuchsjagd im 2-Meter-Band

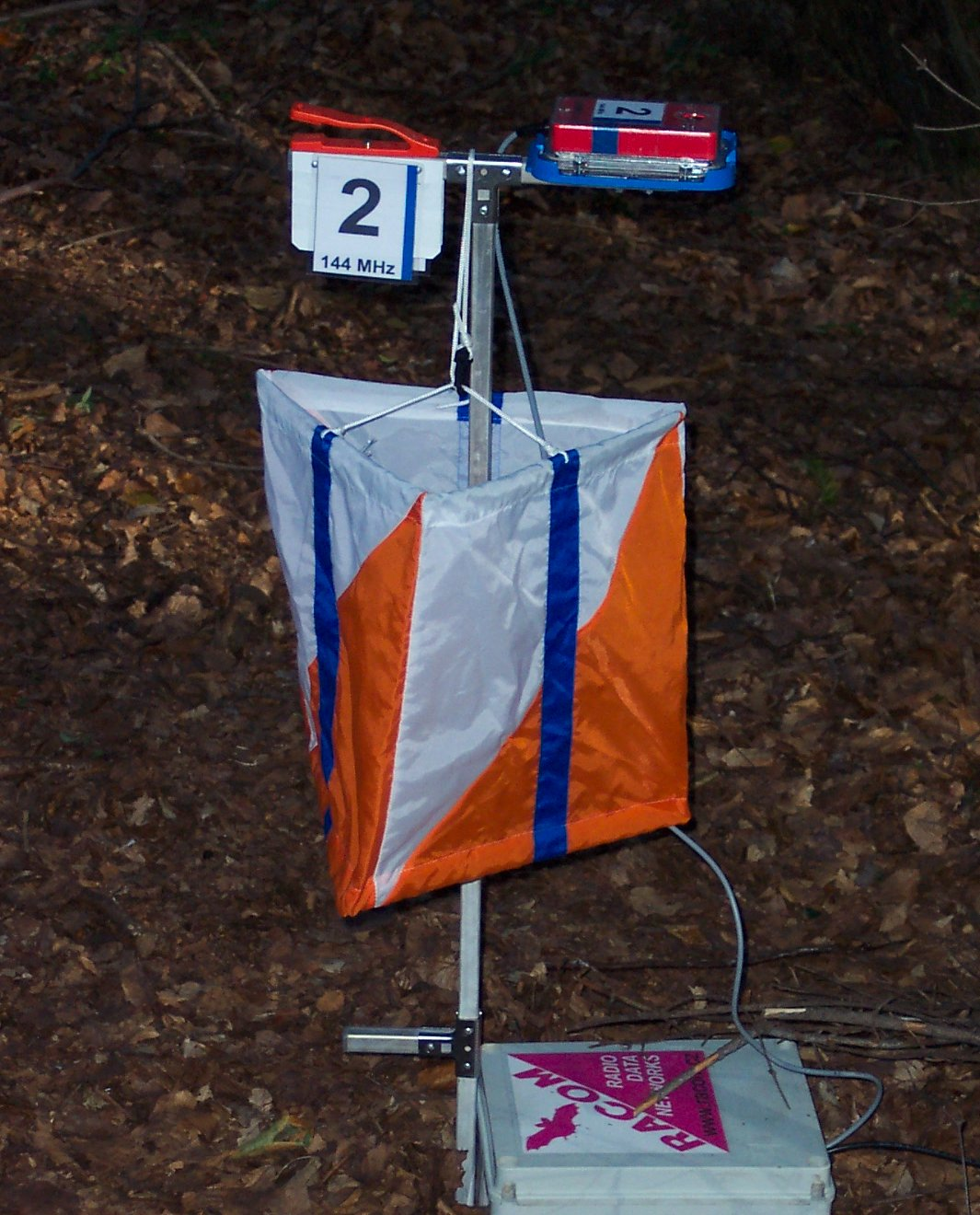
Sender

Amateurfunkpeilen wird international als Amateur Radio Direction Finding (ARDF) bezeichnet und umgangssprachlich auch Fuchsjagd genannt. Es handelt sich um einen sportlichen Bereich des Hobbys Amateurfunk.

## Überblick
Beim Amateurfunkpeilen geht es darum, mit kleinen, tragbaren Empfängern mit Hilfe der Funkpeilung kleine Sender zu finden, die vorzugsweise in einem bewaldeten Gebiet versteckt sind. Es werden kleine Sender mit Rundstrahlantenne verwendet, die in den Kurzwellen- und Ultrakurzwellen-Amateurfunkbändern betrieben werden. Die Reihenfolge, in der diese Sender angelaufen werden, ist vorher nicht festgelegt; so macht die Routenwahl, d. h. die Planung der eigenen Laufstrecke zwischen den Sendern, einen wesentlichen Reiz dieser Freiluftsportart aus.
Normalerweise werden fünf zeitgesteuerte Sender versteckt, die abwechselnd jeweils eine Minute lang einen unterschiedlichen Morsecode aussenden: MOE, MOI, MOS, MOH, MO5. Die Sender senden alle auf der gleichen Frequenz. Jeder Sender ist daher alle fünf Minuten immer nur für eine Minute hörbar und damit peilbar. Am Ziel befindet sich ein weiterer Sender, der auf einer anderen Frequenz im gleichen Frequenzband fortlaufend die Kennung MO aussendet, damit die Läufer ins Ziel finden. Der Nachweis, dass man einen Sender gefunden hat, wird durch ein Postenkontrollsystem erbracht (elektronisch oder mit Prägezange). Als Hilfsmittel sind außer einem Peilempfänger nur eine Geländekarte und ein Kompass erlaubt. Gewinner einer Peilveranstaltung ist derjenige, der den Weg vom Start zum Ziel über alle Sender in der kürzesten Zeit bewältigt.
In Deutschland werden Peilveranstaltungen regelmäßig von den Distrikten des Deutschen Amateur-Radio-Clubs (DARC) und Peilsportgruppen des Verband der Funkamateure in Telekommunikation und Post (VFDB) sowie anderen regionalen Peilsportgruppen durchgeführt. In der Schweiz führen verschiedene Sektionen der Union Schweizerischer Kurzwellen-Amateure (USKA) Peilveranstaltungen durch. Des Weiteren gibt es in vielen Ländern nationale Meisterschaften, Europa- und Weltmeisterschaften. Weltmeisterschaften werden von der International Amateur Radio Union (IARU) veranstaltet.
Obwohl man ARDF auf allen dem Amateurfunkdienst zugeteilten Frequenzen betreiben kann, ist es üblich, dass die Veranstaltungen auf dem 2-Meter- und/oder dem 80-Meter-Band abgehalten werden. 2-m-Peilveranstaltungen gelten als schwieriger, da es zu elektromagnetischen Reflexionen im Gelände kommen kann, z. B. an Berghängen. Beim Amateurfunkpeilen auf dem 80-m-Band kann man fast immer im gesamten Gelände die Sender genau anpeilen. Fehlpeilungen können in der Nähe von Zäunen, Brücken, Oberleitungen oder anderen großen Gegenständen aus Metall auftreten. In den Niederlanden gibt es auch Peilveranstaltungen im 70-Zentimeter-Band und versuchsweise auch auf 1,3 GHz (23-cm-Band).

## Varianten

### Classic 80 m
Wie oben beschrieben werden 5 Sender, die z. B. auf 3,579 MHz senden, im Gelände platziert. Die maximale Laufzeit liegt üblicherweise bei 2 Stunden. Bei Welt- und Europameisterschaften gibt es eine Einzel- und eine Teamwertung.

### Classic 2 m
Die Sender arbeiten im Bereich von 144 bis 145 MHz (2-m-Band). Sonst wie bei Classic 80 m. Bei Welt- und Europameisterschaften gibt es eine Einzel- und eine Teamwertung.

### Sprint
Bei einem Sprint-Wettbewerb sind 12 Sender im Einsatz: Auf der niedrigsten Frequenz senden fünf Sender mit langsamer Kennung. Darüber folgt der Zwischenposten (Spector) und dann folgen auf einer weiteren Frequenz fünf Sender mit schneller Kennung. Auf der höchsten Frequenz hört man den Zielfuchs. Sprint bedeutet schnelle Entscheidungen: Jeder Fuchs sendet nur 12 Sekunden, so dass alle fünf Sender einer Gruppe innerhalb einer Minute hörbar sind. Zwar erhält der Läufer eine Orientierungslauf-Karte (OL-Karte), aber erfolgreiche Teilnehmer erzeugen während sie sich durch das Gelände bewegen, ein Bild der Lage aller Sender im Kopf. Bei internationalen Wettbewerben werden Laufzeiten für alle Sender von weniger als 20 Minuten erreicht. Bei Welt- und Europameisterschaften gibt es nur eine Einzelwertung.

### Foxoring
Foxoring ist eine Kombination aus Orientierungslauf und Amateurfunkpeilen. Bei Welt- und Europameisterschaften gibt es nur eine Einzelwertung.

### Geofoxing
Geofoxing ist eine Kombination aus Geocaching und Amateurfunkpeilen.

### Fuchswanderung
Die Fuchswanderung unterscheidet sich von der klassischen Fuchsjagd vor allem dadurch, dass die als Fuchs bezeichneten Sender nicht auf Zeit gesucht werden müssen. Die Füchse sind vom Start aus so ausgelegt, dass sich eine schöne Wanderung durch die Natur ergibt. Der Schwierigkeitsgrad kann hierbei je nach Teilnehmern variieren. Ziel ist es, alle Füchse unabhängig von der Zeit zu finden. Die Füchse haben einen Buchstaben, den man sich notieren oder merken sollte. Am „Zielfuchs“ ergeben diese ein Lösungswort. Man kann die Fuchswanderung noch besonders variieren, indem an den Füchsen zusätzlich GPS-Daten angegeben werden. Somit kann man die Fuchswanderung sowohl mit einem Funkpeilgerät, als auch mit einem GPS-Gerät bestreiten. Dies ist ähnlich wie beim Geocaching organisiert. Auch bei dieser Version müssen die einzelnen Füchse gefunden werden, um am Ziel das Lösungswort zu finden. Bei der Fuchswanderung starten die Teilnehmer etwas zeitversetzt, um jedem Teilnehmer die Möglichkeit einer eigenen Peilung zu geben.

### Großraum-Fuchsjagd
Bei einer Großraum-Fuchsjagd peilen die Teilnehmer von zu Hause einen Sender, der in einem großen Gebiet versteckt ist. Sie geben ihre Peilwerte über Funk an eine Leitstation weiter. Die Leitstation kann aus den (nur ihr bekannten) Koordinaten des Senders und den Koordinaten jedes Teilnehmers einen Sollpeilwert ermitteln. Sieger ist, wer die geringste Abweichung zwischen Sollpeilwert und angegebener Peilung erreicht hat.
Zusätzlich versuchen mobile Peilteams, den Standort des Senders während der Wettbewerbszeit zu erreichen.
Eine Großraum-Fuchsjagd wird regelmäßig im Einzugsbereich des Zugspitz-Relais DBØZU durchgeführt.

## Verwandte Sportarten
Eine verwandte Outdoor-Sportart (allerdings ohne die technische Komponente) ist der Orientierungslauf.